# Pteraster pulvillus
Pteraster pulvillus is een zeester uit de familie Pterasteridae.
De wetenschappelijke naam van de soort werd in 1861 gepubliceerd door M. Sars.